# Karl-Heinz Scherzinger
Karl-Heinz Scherzinger (* 18. Mai 1944 in Krummendeich; † 16. Januar 1993 in Furtwangen im Schwarzwald) war ein deutscher Skilangläufer.
Scherzinger, der für den Skizunft Brend startete, kam in den Jahren 1964 sowie 1966 jeweils auf den dritten Platz bei den deutschen Meisterschaften mit der Vereinsstaffel. Im Jahr 1967 wurde er bei den deutschen Meisterschaften 1967 im 30-km-Lauf Achter und mit der Verbandsstaffel sowie im 50-km-Lauf jeweils Zweiter. In der Saison 1967/68 errang er bei den deutschen Meisterschaften 1968 den dritten Platz mit der Vereinsstaffel und belegte bei seiner einzigen Teilnahme an Olympischen Winterspielen in Grenoble den 48. Platz über 30 km. Im Januar 1993 starb er an einem Herzinfarkt.